# Aapo Similä
Aapo Kustaa Similä, egentligen Abram Gustaf Similä, född 14 april 1891 i Uleåborg, död 10 november 1972 i Helsingfors, var en finländsk sångare (bas), skådespelare, musiker, kompositör och författare. Han var äldre bror till musikern Martti Similä.
Similäs karriär inleddes som solosångare och pianist. I början på 1910-talet nådde han framgångar som operettskådespelare och hade uppdrag vid flera teatrar. Efter ett misslyckat försök att bli operasångare, fann Similä på 1930-talet en initialt framgångsrik sysselsättning som turnerande folksångare och kantelespelare. I den rollen gjorde han omfattande konsertresor i Europa och USA, och uppträdde för finska frontsoldater under andra världskriget. Hans ovilja att anpassa sig till den moderna musiken gjorde honom successivt marginell. Han publicerade flera musikhistoriska böcker, noter och tidningsinlagor.  

## Biografi

### Familj och utbildning
Similä var son till hemmansägaren Nikolaus Similä och Edla Karolina, född Engelberg. I familjen föddes sju pojkar och en flicka. Med ett gemensamt musikintresse praktiserades flera instrument i hemmet och samtliga i familjen ansågs ha goda sångröster. Den excentriske Aapo lärde lillebrodern Martti noter och spel, först med ett harmonium och senare med taffel och piano. Enligt vännen Ilmari Kianto skulle Similä som 6-åring sjungit kupletter för andra barn i Kakaravaara.
Under skoltiden drömde Similä om att arbeta med hästar, men önskan uppfylldes inte på grund av faderns konkurs. Similä tog då anställning som dräng och körde last mellan Kuusamo och Uleåborg. 1909 utexaminerades han som byggmästare från Uleåborgs tekniska institut. Genom brodern Yrjö, direktör för Finlands byggmästarförbund, erhöll Similä arbete i huvudstaden, men vantrivsel i yrket föranledde honom att i stället satsa på en karriär som sångare. Han studerade 1910–1913 solosång och piano vid Helsingfors musikinstitut, varefter han tog sånglektioner hos Väinö Lehtinen, Väinö Rautavaara, Alexandra Ahnger och Kaarola Avellan. I plastik undervisades han av Katri Rautio och studerade fonetik för Heikki Klemetti.

### Karriär

#### Vid teatern

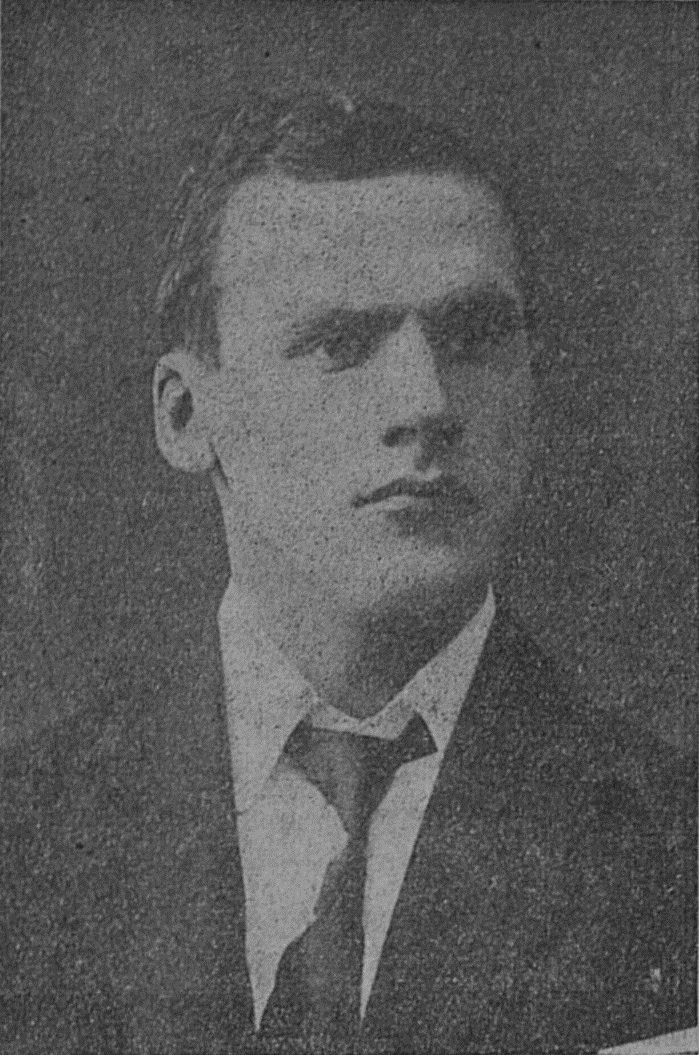
Aapo Similä 1922.

Debut som solosångare gjorde han i hemstaden i december 1910. Första stora framgången kom dock när Similä 1912 blev dirigent för arbetarkören Oras i Uleåborg, och samma år framträdde han som solist vid Uleåborgs arbetarteater.
I december 1912 anslöt sig Similä till Pasi Jääskeläinens turnerande teatertrupp Suomalainen Operetti ("Finska Operetten"), vid vilken han också kom att ha regiuppdrag. Med Emil Kauppis Kosijat och Achille Dartois' Papegojor samt med sånger av Santeri Rissanen reste operettgruppen över hela landet med start i januari 1913. 1914 övertogs ledarskapet av Aino Haverinen och i repertoaren ingick Martti Nisonens pjäs Präriens barn; ett västerndrama, i vilket Similä spelade huvudrollen som cowboyen Pohjan Jack. Pjäsen blev vida populär när operetten turnerade med den under våren, och genom den fick Similä sitt genombrott som skådespelare.
Åren 1913–1914 samt 1921–1922 var han skådespelare och regissör vid Kansan näyttämö. Under hösten 1913 turnerade teatern tillsammans med bland andra Martti Nisonen och Theodor Weissman. 1914 reste de till Borgå, Karelen och Savolax, och innan nedstängningen under våren till följd av första världskrigets utbrott hann teatern framföra Glada änkan 25 gånger inför fullsatt salong. Återkommen till Kansan Näyttämö 1921, drev Similä igenom, att Santeri Alkios bok Puukkojunkkarit ("Knivjunkarna") skulle bearbetas till pjäs och sättas upp på teatern, som besvärades av dålig ekonomi och Similä menade, att pjäsen kunde ge goda intäkter. Recensionerna blev goda och pjäsen spelades därefter återkommande på teatern.
1914 valdes Similä till ordförande för Joensuus teatersällskap och innehade tjänsten fram till 1916. Emellertid ingick han samtidigt i Apolloteaterns finska operettgrupp, som hade premiär den 1 februari 1915. Till dess konstnärliga ledare utsågs Anton Franck och för musiken ansvarade kapellmästare Martti Nisonen. Operettens ursprungliga trupp bestod i övrigt av bland andra Theodor Weissman, Bror Niska, Yrjö Saarnio, Rafael Ramstedt, Sigrid Baltcheffsky, Ester Niska, Elli Suokas, Iivari Kainulainen, Dagmar Parmas och Nisonens hustru Martta. Debutnumret var Glada änkan och teaterns finska och svenska operett spelade därefter växelvis varannan kväll.
Under finska inbördeskriget anslöt sig Similä till de vita och under striderna kring Karkku i april 1918 sårades han i vänster hand. Skadan fick honom att flyktigt överväga att lämna den konstnärliga banan. Kort efter freden i maj återvände han till Uleåborg och grundade där med fyra andra intressenter Uleåborgs teater, en efterträdare till stadens nedlagda arbetarteater. Similä valdes till teaterns chef, en befattning han innehade i ett år. Trots brist på skådespelare, lyckades företaget väl. Några roller Similä spelade vid teatern var Gustav II Adolf i Zacharias Topelius' Regina von Emmertiz och Lemminkäinen i Eino Leinos Karjalan kuningas.
På 1920-talet var Similä inblandad i såväl resande som fasta teatergrupper. 1924 var han solist vid Finlands nationalopera, där även hans svåger Antero Suonio verkade. 1927 var Similä inblandad i Hanna Granfelts succéturné Mona Lisa, vilken kulminerade i en konsert i Viborg. Åren 1924–1925 fungerade han som kombinerad skådespelare och kapellmästare vid teatern i Tammerfors. Utanför teaterscenerna ingick han i turnerande kuplettensembler och sjöng på caféer i Helsingfors.

#### Mottagande av amerikafinnar
Den 4 juni 1926 anlände för första gången ett fartyg från New York direkt till Helsingfors med 616 besökande amerikafinländare. Gästerna mottogs med salutskott och en orkester spelade Vårt land. Sedan dess hölls varje sommar fram till 1938 slika mottagningsceremonier, och Aapo Similä medverkade vid över tio tillfällen. 1936 hölls festligheterna på Kino-Palatset, varvid riksdagens talman Kyösti Kallio höll tal och Similä sjöng sånger till eget kanteleackompanjemang. När M/S Gripsholm i juni 1939 ankom med omkring 200 resenärer från Amerika till Helsingfors, stod Similä och Olli Suolahti för underhållningen.

#### Turnerande vissångare

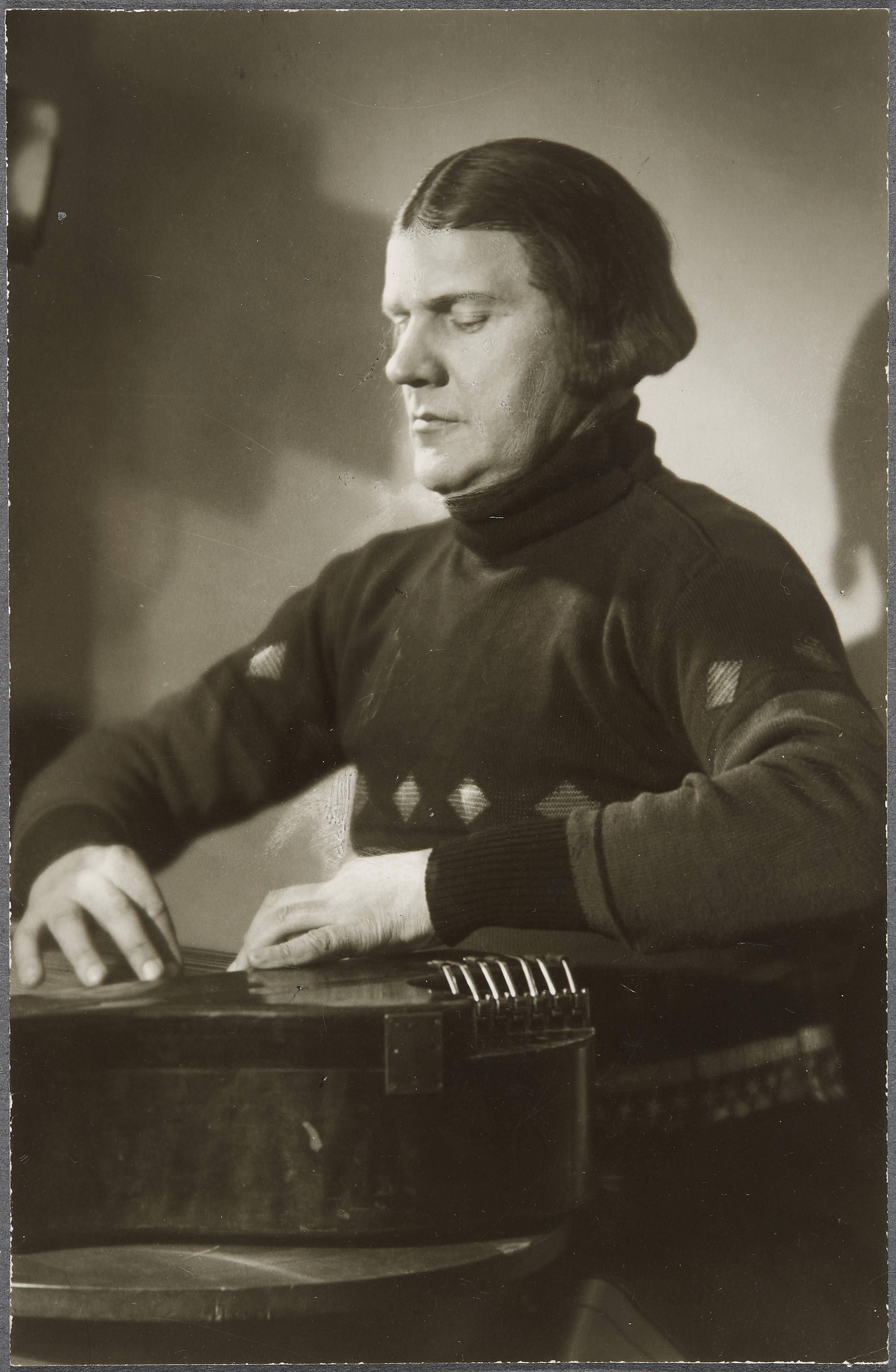
Similä spelandes kantele iklädd sin karaktäristiska scenkostym. Bild från 1930.

Efter framgångarna som operettskådespelare eftersträvade Similä att bli operasolist och tog lektioner hos Emmy Achté. Mellan 1932 och 1935 var han anställd vid Nationaloperans kör, men av för honom oklar anledning ansågs han inte duglig som solist och tvingades hitta en annan musikalisk sysselsättning.
Hängiven åt österbottniska folksånger etablerade han sig som en av genrens främsta tolkare. Dålig ekonomi förhindrade honom att anställa en ackompanjatör, och eftersom han redan 1924, inspirerad av Olli Suolahti, lärt sig spela kantele, började han som ensam trubadur ge hundratals solokonserter i utlandet. Östeuropa var destinationen för hans första utlandsresa, vilken han anträdde i mars 1935 och som varade i tre veckor. Med Jean Sibelius' godkännande spelade han av denne arrangerade folksånger för piano på kantele och han lät översätta sångtexterna till estniska, ungerska, tyska och lettiska. Bertel Gripenberg bistod med några svenska texter, och klädd i en finsk nationaldräkt ritad av Juho Rissanen reste han söderut via Baltikum. Längs resan sjöng han på rundradiostationerna i Kaunas, Königsberg, Warszawa, Budapest, Prag, Berlin, Köpenhamn och Stockholm.
Ett år senare, i februari 1936, stundade nästa utlandsturné, som den gången omspann nästan två månader. Åter var Östeuropa målet, och längs vägen gjorde han återbesök på radiostationen i Kaunas efter att givit en välbesökt konsert i staden. Samma månad fortsatte han till Tjeckoslovakien och inbjöds återigen att sjunga i radio i Prag. En av Prags största tidningar intervjuade honom, och Similä berättade om kantelens plats i finsk kultur. Han insamlade en mängd tjeckoslovakiska folksånger och översatte dem till finska i syfte att framföra dem i hemlandet. Den 26 februari uppträdde han i Berns rundradio och vände i mars mot Skandinavien för att sjunga i etern i Köpenhamn och Oslo. Hemresan gick via Stockholm, och sammanlagt hade han under resan besökt tio europeiska huvudstäder, allestädes bemött med entusiasm.
Våren 1938 företog han en omfattande resa till kontinenten; via Tallinn, Riga och Warszawa anlände han till Budapest, där han i februari uppträdde med framgång. Inför stor publik hölls konserten på Liszt-akademien och de operasångare som biträdde honom i refrängerna, hade inövat en finsk sång till besökarens ära. Förutom på finska, sjöng Similä på svenska, estniska, ungerska, tyska och lettiska, och var under föreställningarna iklädd traditionell nordisk folkdräkt med kniv i bältet. Hemvägen gick via Wien, Zürich, Bern och Stockholm. I samtliga huvudstäder sjöng han i radio och hade inför turnén insamlat över 100 folksånger.
I november 1938 anträdde han en konsertresa till USA som varande över årsskiftet. Ankommen till New York bevistade han de amerikafinska scenerna i Harlem, inklusive den stora socialistiska mötesplatsen på Fifth Avenue, varefter resan gick genom New England, där han nästan dagligen sjöng i en ny stad. Återkommen till New York gav han den 3 december en kantelekonsert med recitation på Carnegie Hall. Repertoaren bestod av finska melodier av bland andra Kauppi, Madetoja, Merikanto, Kuula och Sibelius, men även av folksånger från Estland, Ungern och Tjeckoslovakien. Återstående delen av månaden spenderades i Ohio och Detroit, och julen tillbringades i Chicago. I januari återupptogs turnén, först till Minnesota och sedan Michigan. Via städer som Ironwood och Ishpeming reste han i februari till Hancock, där han återsåg sin gamle vän Martti Nisonen, med vilken han organiserade firandet av Kalevaladagen den 28 februari 1939. Similä framträdde därvid med finska folksånger och var solist i framförandet av Finlandia. Festligheterna avslutades med Finlands och USA:s nationalsånger. I mars reste han till Pacific Northwest och passerade bland annat Seattle, Aberdeen och Oregon. Kalifornien annalkades i april och med hjälp av tidningsmannen Onni Syrjäniemi hölls föreställningar i städer som San Francisco och Los Angeles. Tenorsångaren Hannes Saari, också bördig från Uleåborg, gjorde Similä sällskap när turnén passerade Fort Bragg. Saari och Similä sjöng Jääskeläinens Laivan kannella och Merikantos Onnelliset tillsammans. Ånyo besöktes Chicago i april och nya konserter gavs i Minnesota, Duluth och New York, där Similä i maj bevistade den finska paviljongen på världsutställningen, dock utan att uppträda. Genom sin Amerikaresa blev Similä den förste finske kantelespelaren att uppträda i landet, och han gav fler föreställningar än Ylioppilaskunnan Laulajat, som besökte USA 1939.
På hemmafronten grundade han den egna S-kvartetten (S för Suomi). Iklädd nationaldräkt reste kvartetten mellan städer och framförde folkvisor med sång, kantele och violin. Efter ett framförande i Tammerfors 1946 skrev en recensent, att kvartetten hade "ett vackert och behagligt röstmaterial och musikalisk säkerhet och precision i framförandet". Reino Armio agerade solist då kvartetten i april 1945 spelade på Solennitetssalen i Åbo.

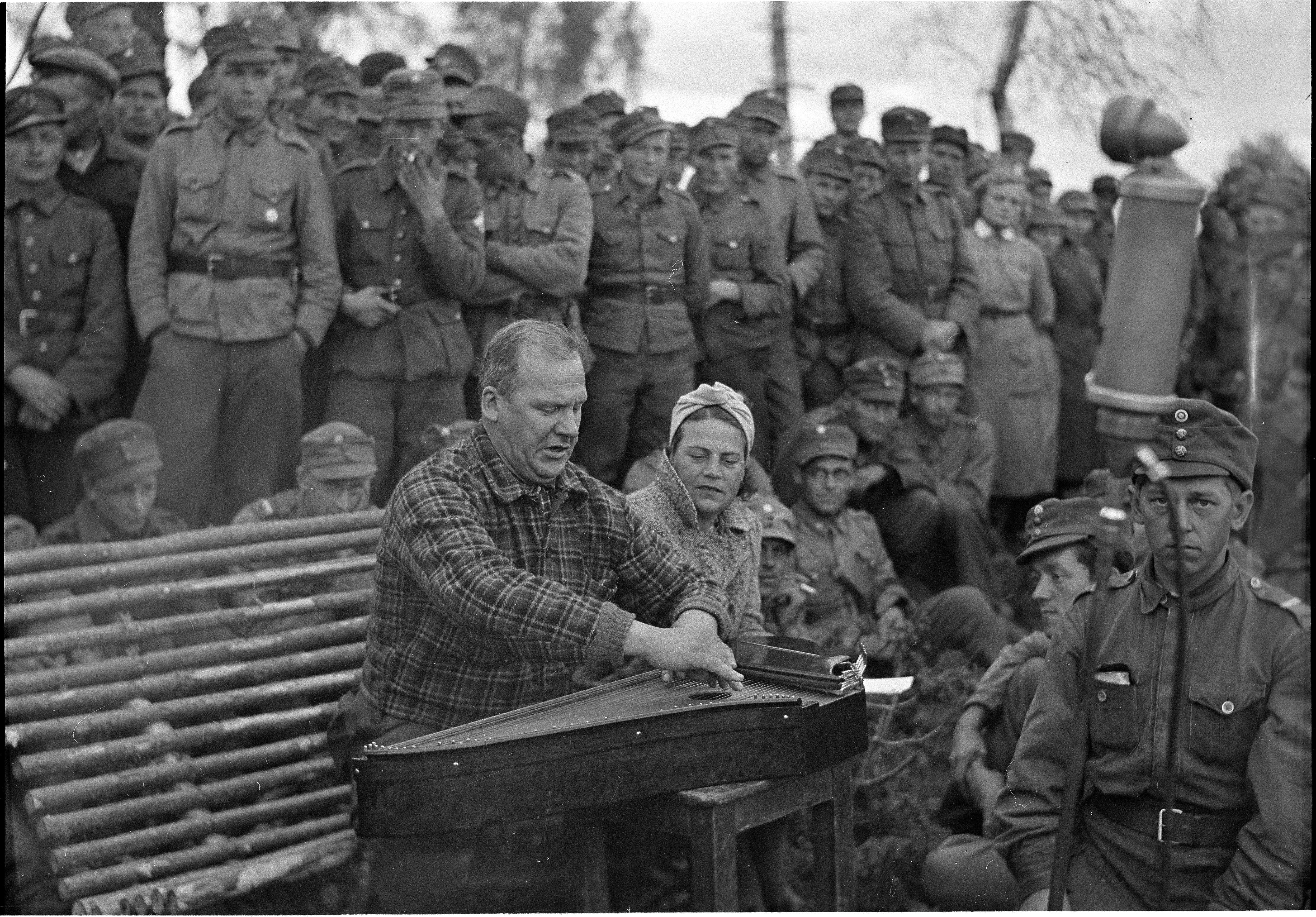
Aapo Similä underhåller finska soldater i ryska Kiestinki under fortsättningskriget. Bild från augusti 1941.

Militären, sportjournalisten och kuplettmakaren Reino Palmroth gjorde 66 radiorevyer för Yle mellan 1935 och 1945. Similä var tillsammans med Aino Angerkoski och ingenjören Karl Löfström sketchernas återkommande skådespelare. För radions räkning bearbetade han Nisonens Präriens barn, och regisserad av Similä spelades den upp i februari 1941. Under andra världskriget turnerade Similä vid fronterna och i inlandet, och värvades till Reino Palmroths och Pekka Tiilikainens Propaganda-Aseveljet, som sedan 1941 anordnade så kallade vapenbrödraaftnar till stöd för försvaret. Hösten 1940 turnerade Similä i landet med lustspelet Luutnantti maksaa velkojaan, i vilken han spelade rollen som överste. Åter i teaterns tjänst upptogs han i februari 1943 i Aku Korhonens, under kriget känd som "Lapatossu", och Paavo Jännes' komedigrupp, vars övriga medlemmar var Anni Aitto, Eino Noponen och Saara Rainto.
Efter att organiserat en omfattande riksinsamling, gav Similä en konsertkantele i bröllopsgåva till den första Miss Universum, Armi Kuusela. Hängiven utövare av instrumentet publicerade han 1927 en notbok med egna arrangemang för den modernare typ av kantele som formgivits av Paul Salminen. Ännu efter andra världskriget var Similä tämligen eftertraktad; med upp till 100 föreställningar om året gästade han ofta skolor och medborgarinstitut. 1956 konserterade han ånyo i huvudstaden och gjorde på 1960-talet framträdanden med Reino Palmroth.

#### Kompositör
Bröderna Similä komponerade under krigsåren flera hurtiga marschsånger, och efter freden engagerades Aapo Similä allt mer i kompositionsarbete. Förutom den enda operan Lemmin poika från 1959, skrev han tiotals lätta musikstycken samt arrangemang för folk- och körsånger. Mest ihågkommen är Similäs tonsättning av Aleksis Kivis dikt Laulu oravasta ("Sången om ekorren").
Lemmin poika (anspelande på Lemminkäinen), ett Kalevalainspirerat melodrama, fick Similä tillåtelse att sätta upp på Nationaloperan under villkoret, att han själv bekostade orkesterarvodet, en sammanlagd summa på närmare en halv miljon mark. Med arvet efter brodern Martti lyckades Similä finansiera premiären, som ägde rum i september 1961, men efter bara två visningar togs verket bort från operans repertoar. Officiellt berodde beslutet på, att två av de bärande aktörerna begivit sig på en utlandsresa, men Similä var medveten om den bittra kritik som framfördes i media; bland annat kallade Joonas Kokkonen operan svag och "oskarmerikantoisk" (en förolämpning anspelande på kompositören Oskar Merikanto). Positivare bemötande fick operan av Ilmari Kianto, som ansåg att den skulle visas på TV, och senare sändes den i radio. 1962 sattes operan upp på en utomhusföreställning i Uleåborg.

### Grammofoninspelningar

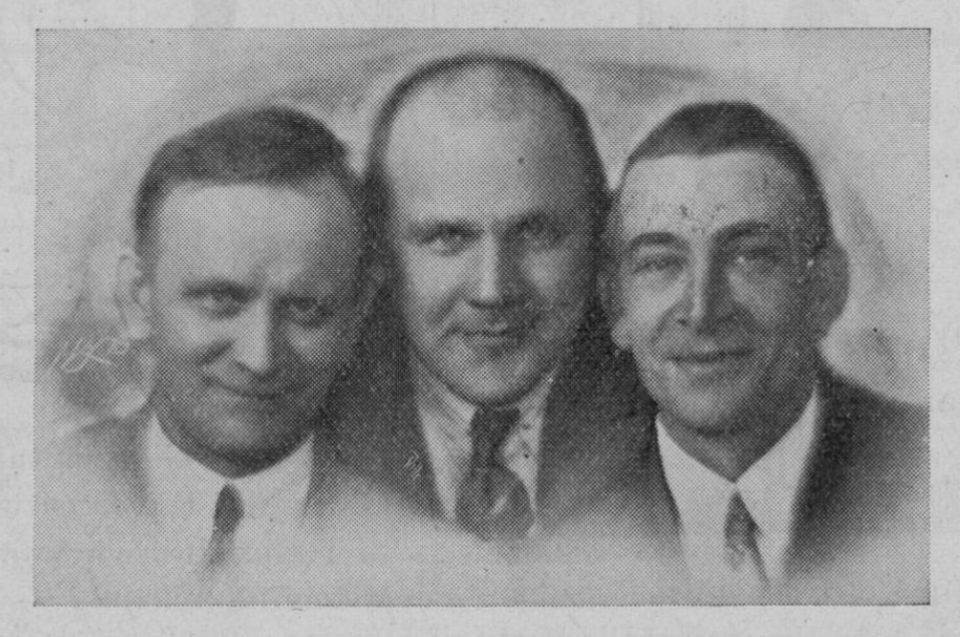
Pekkarinen, Similä och Ramstedt på väg till Köpenhamn 1928.

För att dryga ut inkomsterna gjorde Similä under grammofonfebern på 1920- och 1930-talen grammofoninspelningar för olika bolag i Europa. I september 1927 anordnade His Master's Voice en inspelningssession för Similä och Theodor Weissman hos firmans kontor i Stockholm. Inspelningarna förlades på två dagar och Similä utförde sina under första dagen. Följande år, i augusti 1928, fick Similä återigen tillfälle att sjunga in tio titlar för His Master's Voice; denna gång i Köpenhamn, dit resan företogs i sällskap av Tatu Pekkarinen och Rafael Ramstedt, vilka var inbjudna i samma syfte. Innan avresan från Helsingfors sjöng samtliga artister på var sin dag i radio, och på väg mot Danmark gjordes den 29 augusti ett uppehåll i Stockholm, där Similä och Ramstedt uppträdde i radio med översatta sånger.
Längre in på 1920-talet förskaffade sig tyska skivbolag dominans över den finska skivmarknaden och det mäktigaste av bolagen, Homocord, representerades i landet av elektronikföretaget Pohjoismainen Sähkö Oy (PSO). På sommaren 1929 inbjöds Theodor Weissman och Aapo Similä genom PSO:s chef Oskar Rokkanen att göra inspelningar för Homocord i Berlin. Similä ansvarade för orkestreringen och gjorde även egna insjungningar. Medföljande till Tyskland var även en kör utgörande av byggmästare Leuto A. Pajunen och skådespelaren Aku Korhonen. En av skivorna som spelades in var Sam Sihvos Jääkärin morsian ("Jägarsoldatens brud"), vars karaktärer gestaltades av Similä, Weissman och den i Tyskland bosatta sopranen Aino Calonius. Fler inspelningar för Homocord följde senare under året, men då i Helsingfors med en studioorkester därstädes.
Odeon var ett annat tyskt bolag Similä spelade in för. Bröderna Similä, Hanna Granfelt, Antero Suonio, Theodor Björkman och Toivo Louko fick i mars 1929 tillfälle att gästa Odeons filial i Helsingfors. Studioorkestern bestod av medlemmar ur Helsingfors stadsorkester, men mest uppseendeväckande var de 20 marschsånger som Finska marinens och Vita gardets musikkår, dirigerade av kapellmästare Lauri Näre, framförde. Similä var solist till två av marscherna, Tykkimiesten marssilaulu ("Artilleristernas marschsång") och Sarkatakkien marssi ("Vadmalsrockarnas marsch"), vilka han också komponerade. Andra inspelningssessionen för Odeon ägde rum i oktober 1929, då Heikki Tuominen, Tatu Pekkarinen, Yrjö Saarnio och Similä besökte Berlin.
Sista gången Similä sjöng på skiva var 1936, då han ingick i en kvartett med Aino Angerkoski, Armas Hanttu och Elli Ranta. Sammanlagt utgav Similä 63 titlar på grammofon. Huvuddelen av den inspelade repertoaren bestod av folkmusik och krigsrelaterade sånger.

### Personlighet och bortgång
Som krogartist i ungdomen kom Similä ständigt i kontakt med kvinnor och alkohol, men förblev trogen absolutist. Konservativ till stil och smak rönte han begränsad framgång i det efterkrigstida musiklandskapet. Då den högre kulturen han eftersträvade att erkännas inom, blev onåbar för honom, hängav han sig åt enmansshower i smala forum med likasinnade åhörare. Sedan 1920-talet utgav han böcker; inledningsvis nothäften och 1927 den självbiografiska romanen Boheemilaulajia ("Bohemsångare"). Efterföljande titlar, liksom åtskilliga tidningsartiklar, uttrycker hans personliga åsikter om musik; exempelvis framträder hans kritik mot jazz i boken Rikkaruohoja musiikin kukkatarhassa ("Ogräs i musikens blomsterträdgård"). Jazz och swing ansåg han vara musikaliskt och moraliskt skadliga; uppfattningar han från och med 1941 offentliggjorde i artiklar i tidningen Uusi Suomi. Senare på 1940-talet skrev han musikkritiska artiklar i Fosterländska folkrörelsens tidning Ajan Suunta, och fick där bifall av ett fåtal högerreaktionärer, men få professionella musikkritiker instämde.
Tilldelad konstnärspension 1966, fortsatte Similä att uppträda fram till sin bortgång 1972. Han var gift två gånger och hade tre barn. 1991 producerade Yleradion en serie om Similäs liv. Hans memoarer Elämäni! ("Mitt liv!") utgavs postumt 1992.

## Verk i urval
Följande är en förteckning över urval av Aapo Similäs kompositioner och författade sångtexter.

### Kompositioner
- Veljesliekki (tillsammans med Martti Similä), partitur, blandad kör och orkester/partitur, kör
- Kotkan laulu (text: Wilho Mäkelä), manskör/sång och piano
- Paluu Pohjolastapartitur, kör
- Pohjan laulu (text: Mikko Asunta), manskör
- Pohjan laulu (text: Heikki Väisänen), sång och piano/manskör
- Vienan hymni (text: Heikki Asunta), unison kör och piano
- Lahden laulu (text: Toivo Lyy), manskör/blåsorkesterackompanjemang
- Pohjolan raatajain juhlalaulu (text: Kössi Kaatra), blandad kör, trombon och trumpet
- Väinämöinen alkaa soittaa, blandad kör, baryton, kantele, fiol/baryton och kantele/blandad kör
- Rukous Kalevalasta, blandad kör/diskantkör och piano
- Laulu-Veikot (text: Vilho Kyrölä), manskör
- Laulu oravasta (text: Aleksis Kivi), stråkorkester och sång/sång och piano
- Laulu tulipunaisesta kukasta, sång och piano
- Keinu (text: Aleksis Kivi), sång och piano/manskör
- Valtakunnan marssi (text: Eino Leino), manskör
- Sarkatakkien marssi, kör och piano/bläckblåsackompanjemang
- Sillanpään hymni, sång och piano
- Tervesiet Suomesta (text: Vilho Mäkelä), unison kör och piano/harpa/kantele/harmonium
- Valtion valta (text: Gunnar Kylmäkivi), manskör och solotenor
- Veljesliekki, blandad kör och piano
- Television tunnussävel, blåsorkester
- Runolle ruvetessa, manskör
- Ensi lumi (text: Yrjö Jylhä), manskör
- Tykkimiesten marssilaulu (text: Eino Leino)[49]

### Sångtexter
- Laulu tulipunaisesta kukasta
- Volgan lautturien laulu (rysk folkmelodi)[50]
- Kesäilta valssi (melodi: Oskar Merikanto)[51]

## Filmografi

### Skådespelare
- Karmankolon kuningas, 1938
- Mellan två krig, 1940
- Kuvia sota- ja kotirintamalta 8, 1940 (dokumentär)
- Puolustusvoimains katsaus 13, 1941 (dokumentär)
- Oi, aika vanha, kultainen...!, 1942
- Maskot, 1943
- Sången om den eldröda blomman, 1956 (okrediterad)
- Kahvilaulu, 1959 (kortfilm)

### Musik
- Timmerflottarens brud, 1931
- I Adams kläder och litet i Evas, 1931
- Seitsemän veljestä, 1939